# City University of New York

Logotyp.

City University of New York är ett kommunalt universitet i New York, USA. CUNY är det tredje största universitetssystemet i USA, efter State University of New York (SUNY) och California State University.
Det grundades 1847 och är det största kommunala universitetet i USA. År 2006 hade CUNY 220 727 studenter från 173 länder, och mer än 200.000 yrkesaktiva som går i efter- eller vidareutbildning vid universitetet. Avgifterna för heltidsstudenter ligger på runt US$ 4 200. 
Under mellankrigstiden var det särskilt många judiska studenter som gick på CUNY, därför bland andra Ivy League-universiteten inte tog in judar som studenter på denna tiden. Tack vare ett stort antal nobelpristagare som diplomerats kallas CUNY "proletariatets Harvard" efter Harvard University.

## Ingående skolor
CUNY består av följande enheter:
- Bernard M. Baruch College (1919)
- Brooklyn College (1930)
- City College (1847)
- College of Staten Island (1955)
- Hunter College (1870)
- John Jay College of Criminal Justice (1964)
- Lehman College, Bronx (1931)
- Medgar Evers College (1969)
- New York City College of  Technology  (2008)
- Queens College (1937)
- York College (1967)
- Macaulay Honors College (2001) – för fattiga begåvade studenter
- CUNY Teacher Academy
- The Sophie Davis School of Miomedical Education
- CUNY School of professional Studies
- CUNY Graduate Center
- CUNY Graduate School of Journalism
- CUNY Law School